# Aphrodora birtsi
Aphrodora birtsi is een tweekleppigensoort uit de familie van de Veneridae. De wetenschappelijke naam van de soort is voor het eerst geldig gepubliceerd in 1905 door Preston.